# Tutaibo formosus
Tutaibo formosus là một loài nhện trong họ Linyphiidae. Loài này được phát hiện ở Peru.